# امامزاده برهان‌الدین
امامزاده برهان الدین مربوط به دوره صفوی - دوره قاجار است و در شهرستان دماوند، بخش مرکزی، روستای ورونه واقع شده و این اثر در تاریخ ۳۰ تیر ۱۳۸۴ با شمارهٔ ثبت ۱۲۲۸۱ به‌عنوان یکی از آثار ملی ایران به ثبت رسیده‌است.